# Кувшиново
Кувши́ново (рос. Кувшиново) — місто (з 1938) на північному заході Росії, районний центр в Тверській області, за 120 км на захід від Твері, на річці Осуга в гирлі річки Негоч.
Залізнична станція Кувшиново на гілці Лихославль — Соблаго. Через місто проходить автомобільна дорога «Торжок — Осташков».
У межі міста заходить Нижньонегочанське водосховище, утворене греблею на річці Негоч.

## Історія

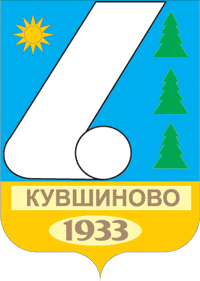
Проект герба часів СРСР

Історичне поселення на місці впадання Негочі в Осуг називалося село Кам'яне (Кам'янське ). Вперше воно згадано в переписі 1624.
У 1799 граф В. П. Мусін-Пушкін заснував у селі паперову фабрику, придбану згодом, в 1869, московським купцем М. Г. Кувшиновим.
Заводчик М. Г. Кувшинов виписав з-за кордону нове обладнання, створивши перше в Росії целюлозно-паперове виробництво, що працює на місцевій сировині.
З жовтня 1897 і до середини січня 1898 року в Кам'яному разом зі своєю сім'єю жив М. Горький. Жив письменник в будинку Ожегова, де пізніше народився відомий лексикограф, автор словника російської мови Сергій Іванович Ожегов.
У 1910 з ініціативи Ю. М. Кувшинової була побудована залізниця Торжок-Кам'яне, а поруч з Кам'яним була побудована залізнична станція, названа на прізвище фабрикантів — Кувшиново. Так стало називатися і селище при станції, яке незабаром злилося з Кам'яним.
У 1938 село Кам'яне та селище при станції Кувшиново були об'єднані в місто Кувшиново.

## Економіка
Промисловість
Містоутворюючим підприємством досі залишається «Каменська паперово-картонна фабрика», на якій працює близько тисячі кувшиновців. У місті також розташовані інші промислові підприємства — ВАТ «Кам'янка», ТОВ «Кувшиновське ШРБУ», ТОВ «Кувшиново Електросервіс».

## Пам'ятки
У місті збереглися зведені на початку XX століття в стилі «модерн» будинок Ю. М. Кувшинової (1916), будівля лікарні та будівля Народного дому (1913), побудованого також Ю. М. Кувшиновою. Останнім часом в цій будівлі розташований Будинок культури, у ньому проходять перегляди фільмів, діють гуртки за інтересами.
У Будинку культури працює краєзнавчий музей, в експозиції якого багато унікальних документів та фотографій дореволюційного періоду, воєнних років та нашого часу.

## Люди, пов'язані з містом
- Письменник М. Горький з жовтня 1897 до середини січня 1898 жив у Кувшиново (тоді селище Кам'янка) на квартирі у свого друга Миколи Захаровича Васильєва, який працював на Кам'янській папероробній фабриці та керував нелегальним робочим марксистським гуртком[7]. Згодом життєві враження цього періоду послужили Максиму Горькому матеріалом для його роману «Життя Клима Самгіна». На будинку, у якому проживав М. Горький, нині встановлено меморіальну дошку.
- В 1900 в селі Кам'яному народився С. І. Ожегов — професор, знаменитий лексикограф та упорядник «Тлумачного словника російської мови».
- У Кувшиново народився радянський генерал С. І. Оборін.

## Інфраструктура
У місті працюють бібліотека та музична школа, розташовані в будівлі дореволюційного спорудження.
15 вересня 2012 року на центральній площі міста відбулося відкриття пам'ятника Юлії Кувшиновій.

## Галерея

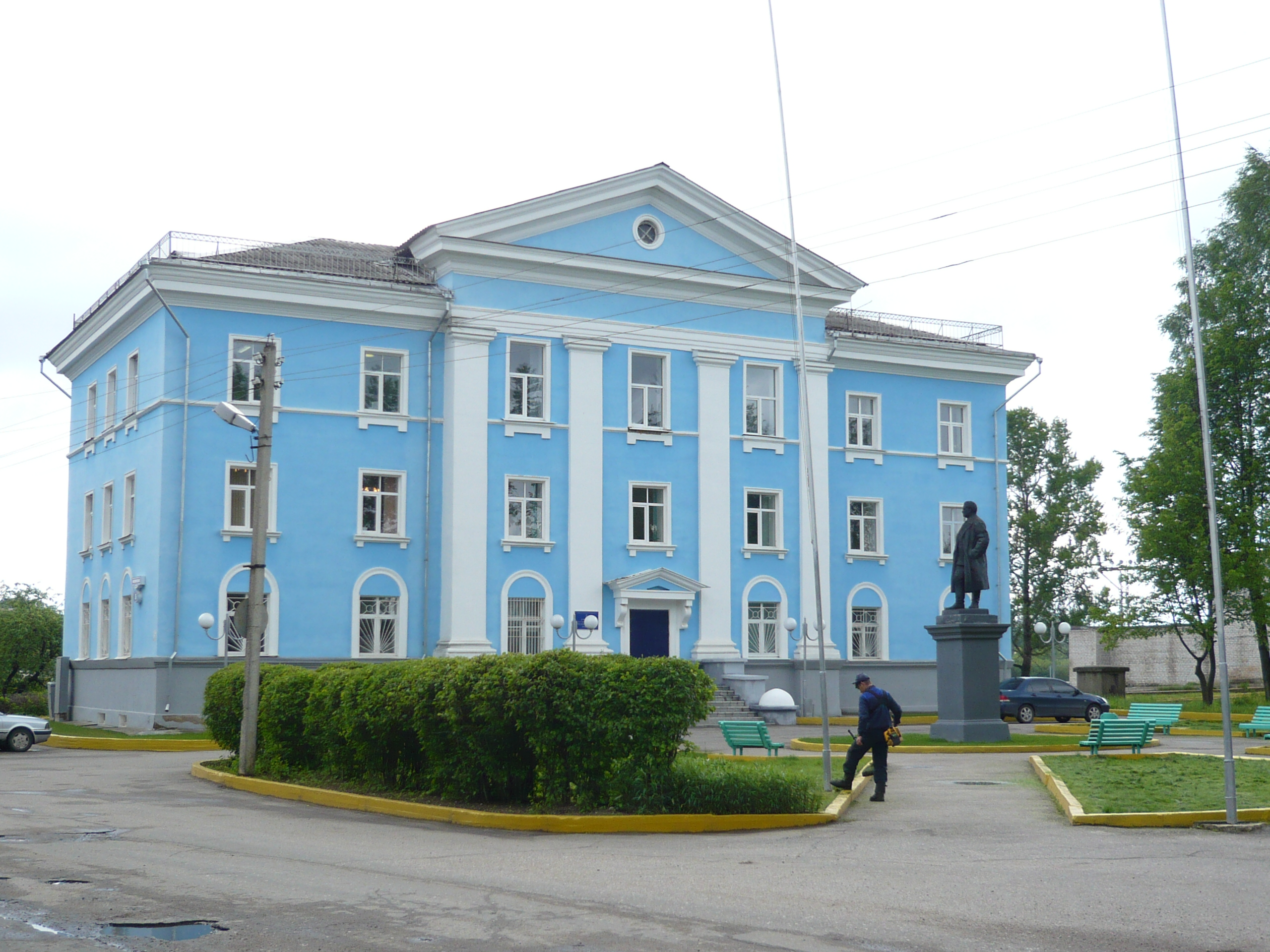
Будівля дирекції Кам'янської паперово-картонної фабрики.
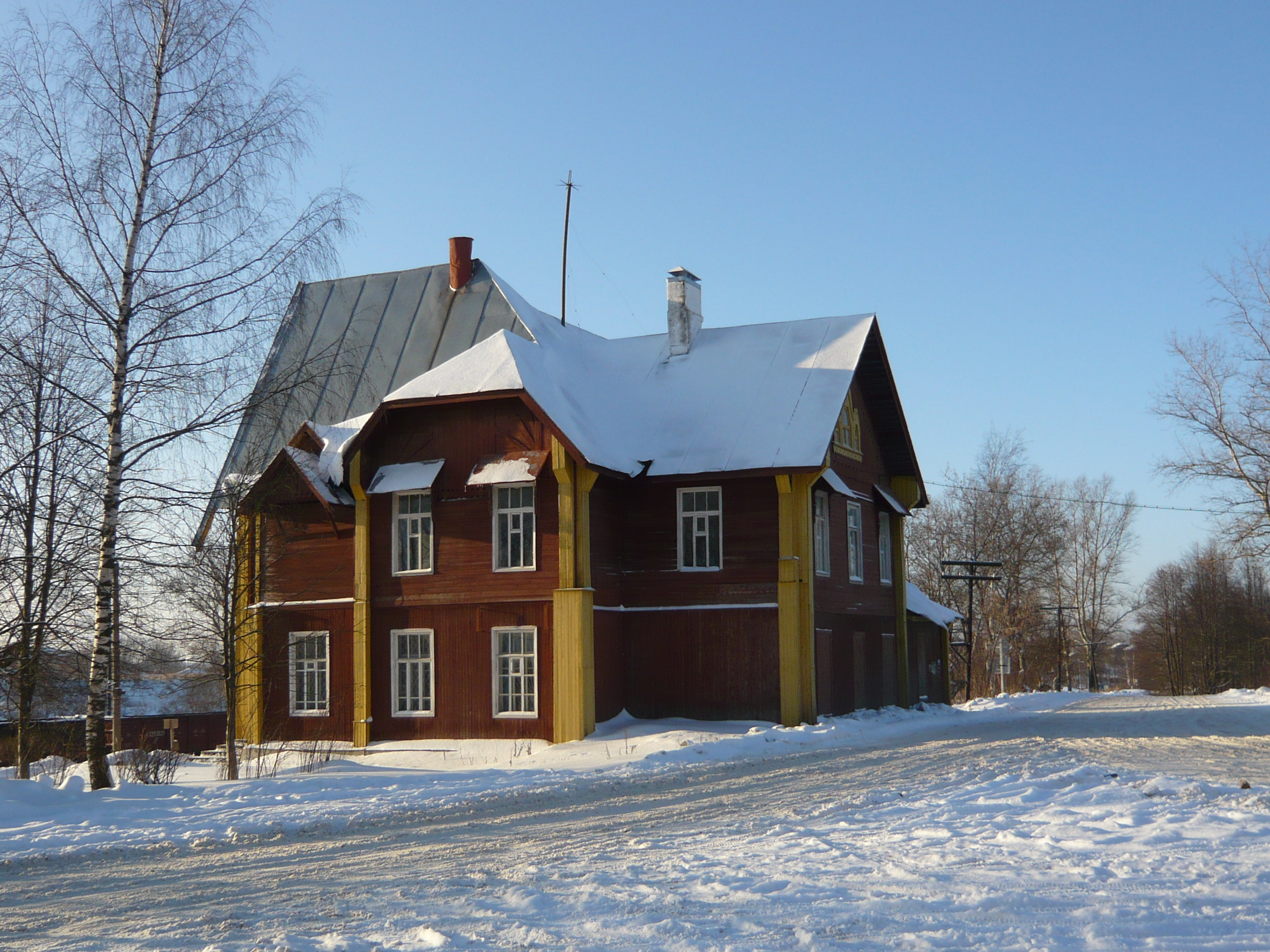
Будівля вокзалу залізничної станції Кувшиново, вид з платформи в січні 2010 року.
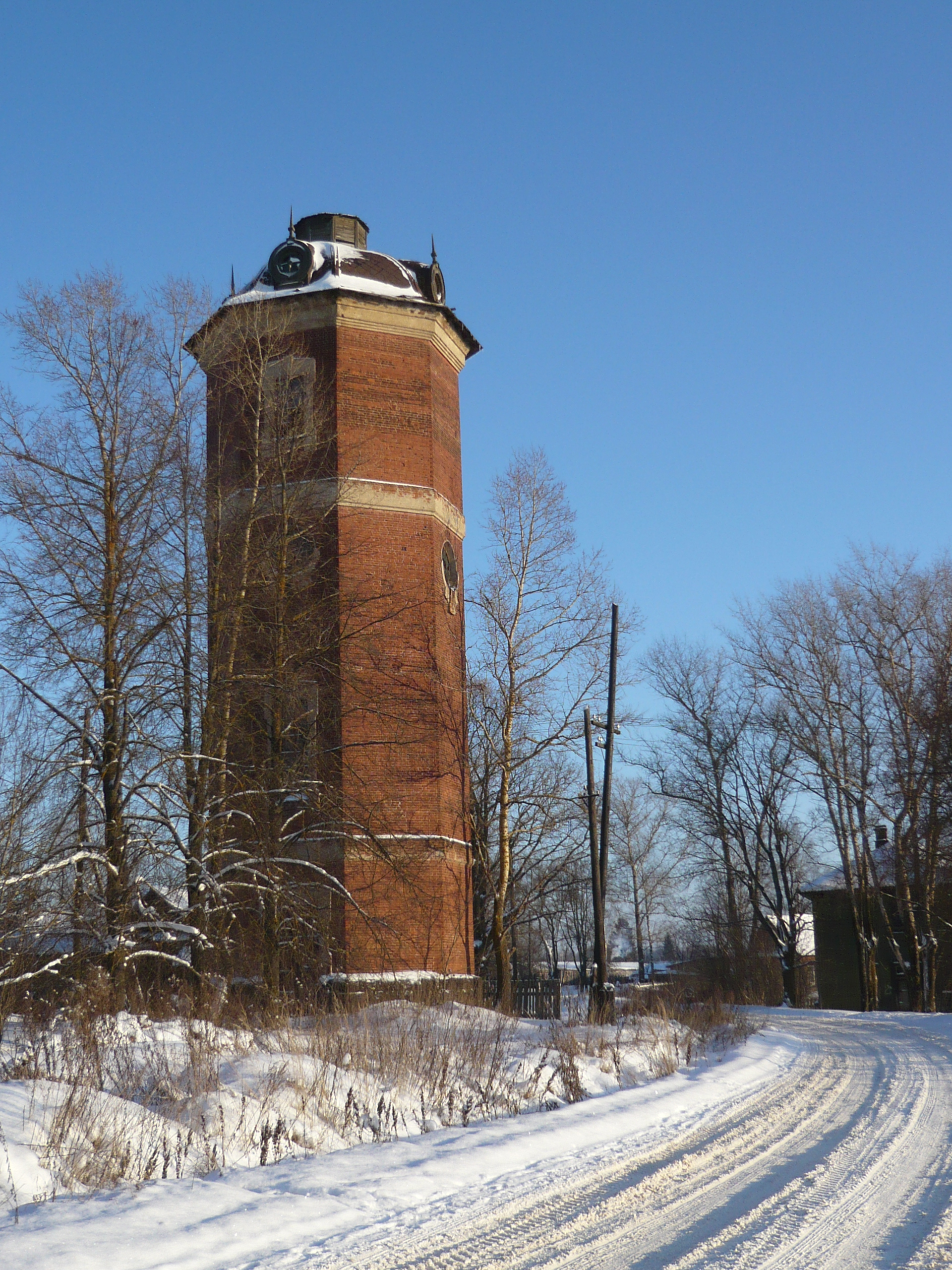
Водонапірна вежа станції Кувшиново, січень 2010 року.
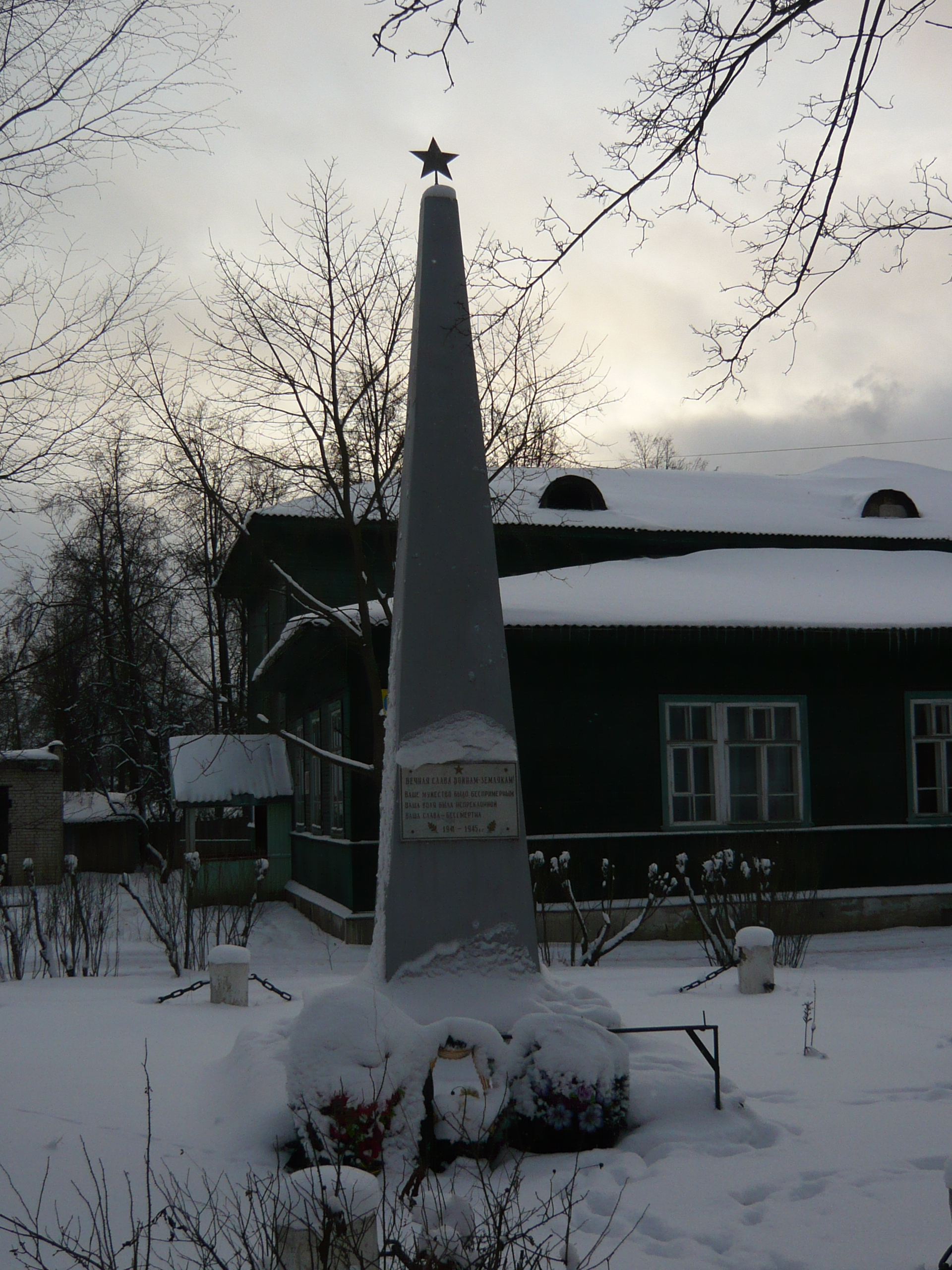
Стела в пам'ять загиблих у Другій світовій війні.